# Tolmomyias
Tolmomyias és un gènere d'ocells de la família dels tirànids (Tyrannidae). Agrupa a espècies natives de l'Amèrica tropical (Neotròpic), on es distribueixen des del sud de Mèxic a través d'Amèrica Central i del Sud fins al nord-est de l'Argentina.

## Descripció
Aquest gènere és un grup difícil de tirànids amb un bec ample i pla (però no tant com en els tirans becplaners del gènere Rhynchocyclus). Totes les espècies són millor reconegudes per la vocalització. La taxonomia del grup està en evolució, amb diverses espècies recentment reconegudes i la perspectiva d'altres més. Es distribueixen principalment en selves humides i tendeixen a buscar aliment ben amunt del terra, ajuntant-se regularment a grups mixtos. En general, les ales i la cua són fosques, les ales amb dues llistes i vora groguenca. Els nius són generalment construïts prop de nius de vespes, en format de bossa amb una entrada tubular prop de la part inferior i punxeguts per baix.

## Taxonomia i etimologia
El gènere va ser erigit per l'ornitòleg austríac Carl Eduard Hellmayr el 1927 amb el tirà becplaner sulfuri (Tolmomyias sulphurescens) com a espècie tipus.
Els amplis estudis geneticomoleculars realitzats per Tello et al. (2009) van descobrir una quantitat de relacions noves dins de la família Tyrannidae que encara no estan reflectides en la majoria de les classificacions. Seguint aquests estudis, Ohlson et al. (2013) van proposar dividir Tyrannidae en cinc famílies,  entre les quals Rhynchocyclidae (Berlepsch, 1907) agrupant diversos gèneres entre els quals Tolmomyias, aquest en una subfamília Rhynchocyclinae (Berlepsch, 1907), al costat de Rhynchocyclus . El Comitè Brasiler de Registres Ornitològics (CBRO) adopta aquesta família, mentre el SACC espera propostes per analitzar els canvis.
El nom genèric Tolmomyias es compon de les paraules del grec antic «tolma, tolmēs» que significa “coratge”, “audàcia”, i «muia, muias» que significa “mosca”.
Segons la Classificació del Congrés Ornitològic Internacional (versió 14.2, 2024) aquest gènere està format per 7 espècies:
- Tolmomyias sulphurescens - tirà becplaner sulfuri.[nota 1][10]
- Tolmomyias traylori - tirà becplaner d'ulls taronja.
- Tolmomyias flavotectus - tirà becplaner alagroc.[nota 2][1][9][11][12][13]
- Tolmomyias assimilis - tirà becplaner amazònic.[nota 3][14][15]
- Tolmomyias poliocephalus - tirà becplaner de capell gris.
- Tolmomyias flaviventris - tirà becplaner pitgroc.
- Tolmomyias viridiceps - tirà becplaner verdós.[nota 4][1][9][16]